# إليزابيث ميلر
إليزابيث ميلر (بالإنجليزية: Lee Miller) (و. 1907 – 1977 م) هي مراسلة عسكرية، ومصورة، ومصورة حربية، ومصورة أخبار، وعارضة، وصحفية، من الولايات المتحدة، ولدت في بكبسي، توفيت عن عمر يناهز 70 عاماً، بسبب سرطان.

## التعليم
تعلمت في المدرسة الوطنية للفنون الجميلة، ورابطة طلاب الفن في نيويورك.

## وصلات خارجية
- إليزابيث ميلر على موقع IMDb (الإنجليزية)
- إليزابيث ميلر على موقع الموسوعة البريطانية (الإنجليزية)
- إليزابيث ميلر على موقع قاعدة بيانات الفيلم (الإنجليزية)